# Suardi
Suardi ist eine norditalienische Gemeinde (comune) mit 569 Einwohnern (Stand 31. Dezember 2023) in der Provinz Pavia in der südwestlichen Lombardei. Die Gemeinde liegt etwa 36,5 Kilometer westsüdwestlich von Pavia in der Lomellina am Po und grenzt unmittelbar an die Provinz Alessandria (Piemont).